# جامعة نابولي - لورينتالي
جامعة نابولي - لورينتالي (بالإيطالية: Università degli Studi di Napoli "L'Orientale")‏ هي جامعة عامة تقع في نابولي بإيطاليا. تأسست عام 1732 من قبل ماتيو ريبا ‏ وتمّ تنظيمها في 4 كليات. تعتبر أقدم مدرسة لعلم الصينيات والدراسات الشرقية في القارة الأوروبية، والجامعة الرئيسية في إيطاليا المتخصصة في دراسة اللغات والثقافات غير الأوروبية، مع اتفاقيات بحث ودراسات مع جامعات من جميع أنحاء العالم. هي واحدة من أعرق الجامعات في العالم فيما يتعلق بالثقافات واللغات الآسيوية.

## تاريخ
تُعدُّ جامعة نابولي «لورينتالي» أقدم مدرسة لعلم الصينيات والدراسات الشرقية في القارة الأوروبية.

## المؤسسة
اسم لورينتالي (L'Orientale) هو إشارة إلى أصول المؤسسة. في منتصف القرن السابع عشر، أسّس شعب المانشو إمبراطورية تشينغ في الصين وبدأت خلالها فترة مميزة من الانفتاح على الغرب. وشمل ذلك استقبال المبشرين والكهنة المسيحيين. كان أحد هؤلاء المبشرين، ماتيو ريبا، من بروباجاندا فيدي، من مملكة نابولي، والذي عمل رسامًا ونقاشًا على النحاس في البلاط الإمبراطوري للإمبراطور كانغ شي بين 1711 و 1723. عاد إلى نابولي من الصين مع أربعة شبان مسيحيين صينيين، وجميعهم مدرسون للغتهم الأم؛ لقد شكلوا نواة ما سيصبح «المعهد الصيني» في نابولي، الذي أقرّه البابا كليمنت الثاني عشر عام 1732 لتعليم المبشرين اللغة الصينية، وبالتالي دفع انتشار المسيحية في الصين.
ما كان في السابق قصرًا خاصًا تم تحويله إلى دير وكنيسة مخصصة للقديس فرانسيس الروماني. تحت إدارة ماتيو ريبا، أصبح المجمع معهدًا للمبشرين إلى الصين.
قامت المدرسة أيضًا بتعليم خبراء لشركة أوستند باللغتين الهندية والصينية.

## التحولات التي بدأت في القرن التاسع عشر
بعد توحيد إيطاليا في عام 1861، تم تحويل المؤسسة إلى «الكلية الملكية الآسيوية» وأضيفت لغات أخرى مثل الروسية والهندستانية والفارسية إلى المناهج الدراسية. كما تم استخدام المباني الأصلية كمدرسة للأيتام في عام 1897، وفي عام 1910 في مستشفى إيلينا داوستا.
أصبحت المؤسسة بعد ذلك مدرسة علمانية لدراسة اللغات الشرقية بشكل عام، وبعد ذلك، شملت اللغات الأفريقية وجميع اللغات الأوروبية الحديثة. اليوم يتم تدريس أكثر من 50 لغة.

## العمارة والديكور
يحتوي المدخل الرئيسي للمعهد على شعار النبالة المُزيّن بالمعهد مع تمثال نصفي لماتيو ريبا
تم بناء الكنيسة المقببة للعائلة المقدسة للصينينن ( Sacra Famiglia dei Cinesi ) في عام 1732، وتم تجديدها في عام 1814. يؤدي الصحن الفردي إلى مذبح رئيسي به كروب رخامي منحوت من قبل أنجيلو فيفا. تم رسم المذبح الرئيسي بواسطة أنطونيو سارنيلي. لوحات أخرى كانت لأتباع أو تلاميذ فرانشيسكو دي مورا، بما في ذلك شقيقه جينارو.

## المؤسسات
انتقلت الجامعة إلى مقرها الحالي في عام 1932. ومع ذلك، مثل معظم الجامعات في إيطاليا، لا يوجد لديها«حرم جامعي» رئيسي واحد، ولكنه منتشر في جميع أنحاء المدينة في عدد من المواقع المختلفة. هناك العديد من المباني التي تشكل مرافق التدريس في الجامعة.
يوجد بالجامعة أربع كليات:
- كلية اللغات الأجنبية وآدابها
- كلية الدراسات العربية الإسلامية ودراسات البحر الأبيض المتوسط
- كلية الآداب والفلسفة
- كلية العلوم السياسية

وتنقسم هذه أيضًا إلى تسعة مجالات:
- الدراسات الآسيوية
- العالم الكلاسيكي والبحر الأبيض المتوسط القديم
- الدول الأفريقية والعربية
- أوروبا الشرقية
- العلوم الاجتماعية
- الفلسفة والسياسة
- الدراسات المقارنة
- الدراسات الثقافية واللغوية الأمريكية
- الأدب الأوروبي والدراسات اللغوية

## روابط خارجية
- الموقع الرسمي لجامعة نابولي - لورينتالي باللغة الإيطالية